# Spliceosom
Spliceosom - kompleks białek i RNA, który bierze udział w wycinaniu intronów z pre-mRNA w procesie splicingu. Znane są dwa rodzaje spliceosomu. W skład klasycznego spliceosomu wchodzi pięć małych jądrowych nukleoprotein (snRNP, czyli białko + snRNA), zwanych U1, U2, U4, U5 i U6. Wycina on introny mające sekwencję GU na 5'-końcu i AG na 3'-końcu. Spliceosom alternatywny (typu U12) wycina introny zaczynające się od AU i kończące się AC. Również zawiera pięć rodzajów snRNP. Są to U11, U12, U4atac, U6atac, oraz - tak samo jak w spliceosomie klasycznym - U5.
Klasyczny spliceosom ma masę 12 MDa, z czego snRNA stanowią 3,3 MDa, a współtworzące snRNP białka - 2,2 MDa, co stanowi prawie połowę kompleksu. Ponadto spliceosom tworzą tzw. czynniki splicingu (~70) oraz inne białka (~30) niezbędne do związania RNA podlegającego splicingowi i katalizy procesu.